# M15/42
Der M15/42 war nach dem P26/40 der modernste italienische Kampfpanzer des Zweiten Weltkrieges.

## Kurzbeschreibung
Der Panzer ist der Nachfolger des M13/40 bzw. des M14/41.  Die Bezeichnung „M“ steht für „Medio“ (mittel), die Zahl 15 für das Gewicht in Tonnen und die Zahl 42 für das erste Baujahr. Schwierigkeiten mit der Lieferung der neuen Hauptwaffe führten jedoch dazu, dass die Serienproduktion erst im Januar 1943 startete. Mit diesem Typ wurden einige der erkannten Schwachstellen der Vorgängermodelle verbessert. So wurde die Panzerung auf maximal 45 mm im Frontbereich erhöht. Dadurch stieg die Masse des Fahrzeugs auf 15,5 Tonnen, was wiederum einen stärkeren Motor nötig machte. Da kein geeigneter Dieselmotor zur Verfügung stand, wurde ein wassergekühlter V8 Benzinmotor mit 192 PS eingebaut. Weiterhin wurde die Hauptbewaffnung verbessert. Es wurde eine 47-mm-L/40-Kanone mit einem zum Vorgänger 47-mm-L/32 um 37,6 cm verlängerten Geschützrohr verbaut. Dies erhöhte die Mündungsgeschwindigkeit des Geschosses und damit die Durchschlagleistung. Weiterhin wurde der Turm nun von einem elektrischen Antrieb gedreht und alle Fahrzeuge serienmäßig mit einem Funkgerät ausgestattet.
Trotz der Detailverbesserungen war der Panzer bereits bei seiner Einführung veraltet und den gegnerischen Panzern der Alliierten nicht gewachsen. So war die Nutzung von Nieten zum zusammenfügen der Panzerplatten nicht mehr zeitgemäß, da bei einem Treffer die Nieten absplittern konnten und die Besatzung gefährden. Allgemein war die Panzerung zu schwach und die Hauptbewaffnung unzureichend. Ein größeres Geschütz konnte in dem Turm aber aus Platzgründen nicht eingebaut werden und es wäre eine komplette Neukonstruktion des Panzers nötig gewesen.
Für den Afrikafeldzug kam der Panzer zu spät, da sich im Januar 1943 bereits die Niederlage der Achsenmächte in Nordafrika abzeichnete. Italien kapitulierte im September 1943 vor den Alliierten, deshalb wurde der M15/42 nie von den Italienern gegen diese eingesetzt. Bei der Wehrmacht erhielt der Panzer die Bezeichnung Panzerkampfwagen M 15-42 (i) oder die Version ohne Turm als Kommandofahrzeug Panzerbefehlswagen M 42 (i).
Die Produktionszahlen sind nicht exakt überliefert. Nach unterschiedlichen Quellen wurden zwischen 1942 und 1944 139, 152 oder 180 Exemplare produziert.